# Rudolf Külüs
Rudolf Külüs (* 25. Juli 1901 in Innsbruck; † 1975) war ein deutscher Theaterintendant und -regisseur.

## Werdegang
Külüs übernahm 1952 gemeinsam mit seiner Gattin, der Schauspielerin Hela Gerber, das privatisierte Hebbel-Theater in Berlin und 1958 auch das Berliner Theater an der Nürnberger Straße. Gemeinsam mit Walter Süßenguth gründete er die Gesellschaft Junges Volkstheater.

## Ehrungen
- 1972: Verdienstkreuz 1. Klasse der Bundesrepublik Deutschland